# Bolognano
Bolognano é uma comuna italiana da região dos Abruzos, província de Pescara, com cerca de 1.266 habitantes. Estende-se por uma área de 16 km², tendo uma densidade populacional de 79 hab/km². Faz fronteira com Caramanico Terme, Castiglione a Casauria, Salle, San Valentino in Abruzzo Citeriore, Scafa, Tocco da Casauria, Torre de' Passeri.

## Demografia
| Variação demográfica do município entre 1861 e 2011                               |
|                                                                                   |
| Fonte: Istituto Nazionale di Statistica (ISTAT) - Elaboração gráfica da Wikipedia |